# Kocsis Gergely
Kocsis Gergely (Keszthely, 1975. március 25. –) Jászai Mari-díjas magyar színművész, a Budapesti Katona József Színház tagja.

## Életút
A Színház- és Filmművészeti Főiskola elvégzése (1999) után a "Katona" szerződtette. Emlékezetes szerepeiben kisembereket, "antihősöket"; pipogya, csúszó-mászó alakokat, lúzereket alakít. Elbizonytalanítja azonban a "skatulyázót" Zsótér Sándor Csongor és Tündéjében eljátszott férfi főszerep és sorolhatnánk további ellenpéldákat is.
Vendégként szerepet kapott a Radnóti Miklós Színház Szentistvánnapi búcsú című darabjában. Rendszeresen közreműködött a Petőfi Irodalmi Múzeum és a TÁP Színház produkcióiban. A Stand up comedy királya című száma legális és zug-netes letöltők egyik legkeresettebb produkciója.
Hosszú évekig tanult zenét, amit a Könnyű Esti Sértés nevű formációban gyakorolhat. A hangszerismeret a Dzsesztetés című produkcióban több színésztársa fölé emeli. Ez azonban nem vigasztalja, mert keserű, önkritikus monológja szerint Charlie Parker-i magaslatok meghódítására esélye sincs.
Barátaival együtt mindenese (forgatókönyv író, színész, rendező) a Papsajt című egész estés filmnek. Ha lett volna költségvetése a mozinak, talán a produceri munkába is belekóstol. A filmben szerepet kapott Eszenyi Enikő, Benedek Miklós, Kulka János mellett Gothár Péter is. A rendezővel sok oldalú kapcsolata van. Számos alkotásában osztott rá szerepet, de A leghidegebb éjszaka című filmjének zeneszerzője is volt.

## Szerepeiből

### Színház
A Színházi adattárban regisztrált bemutatóinak száma: 82.
| - Mikuli János: Rigócsőr király (Mihály király) - Füst Milán: A zongora (Özv. Módl Alajosné; Petényi) - Spiró György: Honderü (Fridhof) - Weöres Sándor: - Kétfejű fenevad (Windeck, Kolláth) - Gilgames - Szent György és a Sárkány (Duro, Afer) - Bernard Shaw: A hős és a csokoládé katona (Bluntschli kapitány) - Tasnádi István: Közellenség - Hamvai Kornél: Hóhérok hava (Pincér) - Vinnai András-Bodó Viktor: Motel (Tass Ebrudalsson, Güll Ebrudalsson) - Vinnai András: Vakond (Nick) - Papp András-Térey János: Kazamaták - Ödön von Horváth: Mit csinál a kongresszus? (Alfréd) - Petőfi Sándor: A helység kalapácsa | - Szophoklész: Trakhiszi nők (Likhasz) - Plautus: A hetvenkedő katona (Palaestrio) - Shakespeare - Perikles (Cleon) - Macbeth (Seyton) - Troilus és Cressida (Diomedes) - Ahogy tetszik - Molière: - Pourceaugnac úr (Sbrigani) - Fösvény (Csuka) - Boccaccio: Dekameron - Goldoni: A fogadósné (Szolga) - Caragiale: Az elveszett levél (Popescu) - Schnitzler: Távoli vidék (Paul Kreind) - Brecht: - Baal - Koldusopera (Filch) - Puntila úr és szolgája, Matti (Matti) - A kaukázusi krétakör | - Svarc: A király meztelen (Több szerep) - Makszim Gorkij: Barbárok (Dr. Makarov) - Dosztojevszkij: Az idióta (Gavrila Ivolgin) - Leonyid Andrejev: Kutyakeringő (Alexandrov (Fjoklusa)) - Zelenka: Hétköznapi őrületek - Handke: Az óra, amikor semmit nem tudtunk egymásról - Bernhard: A színházcsináló (Ferruccio) - Harrower: Kés a tyúkban (Csikós William) - Bessenyei György: A filozófus (Pontyi) - Molière: A Mizantróp (Philinte) - Viripajev: Részegek (Gustav) - Németh Ákos: Prostitúció - Ibsen: Nóra – karácsony Helmeréknél (Rank) - McDonagh: Hóhérok (Fry) - Éric Assous: Mesterhármas |

### Mozgókép
| - Paszport (2001) - Boldog születésnapot (2002) - Papsajt (2002) - Sorstalanság (2005) - De kik azok a Lumnitzer nővérek? (2006) - Overnight (2007) - Majdnem szűz (2008) - Tabló (2008) - Couch Surf (2014) - Utóélet (2014) - Swing (2014) - Bűnös város (2021) - Magyarázat mindenre (2023) | - A leghidegebb éjszaka (2000) - Aranyszabály (2002) - Hóesés vízivárosban (2004) - Presszó (2008) - Tanúvallomás (2008) - Életképek (2008–2009) - Hangyatérkép (2011) - Utolsó órák (2014) - A rajzoló (2014) - Bogaras szülők (2018) - A színésznő (2018) - Shakespeare 37 (2022) |

### Szinkron
Közreműködésével -többek között- Mos Def, Ken Leung, Jack White szólalt meg magyarul a filmvásznon.

### Rádió
- Vinnai András: 13 tökmundegymi (Sagda)
- Lackfi János és Vörös István: Apám kakasa

## Díjai
- POSZT-Országos Színházi Találkozó: Legjobb pályakezdő (1999)
- Kritikusok díja:  A legjobb pályakezdő (2000)
- Vastaps-díj
  - A legjobb férfi alakításért (2004, 2005)
  - A legjobb férfi mellékszereplő (2009)
- Máthé Erzsi-díj (2004)
- Jászai Mari-díj (2007)
- Márciusi Ifjak-díj (2010)
- Vastaps-díj: A legjobb férfi mellékszereplő: A kaukázusi krétakör; Nóra – karácsony Helmeréknél

## Hang és kép
- Szerepek-képek. Videó montázs
- A stand up comedy királya
- Könnyű .esti Sértés

## Kutyakeringő
„...Mindenkinek volt már rossz napja, voltunk már magányosak, ilyen híreket vagy leveleket is kaptunk már, hagytak már el bennünket. Sosem gondoltam az öngyilkosságra, de mint férfi, éreztem már magam nagyon tehetetlenül egyrészt a nőkkel, másrészt a világgal, a világ és önmagam megértésével kapcsolatban; sokszor voltam minden mindegy állapotban, és erről ez a darab nagyon pontosan szól. Az az alcíme, hogy költemény a magányról. Szerintem nem rossz alcím. Persze őrületes közhely, de mit csináljunk, közös tulajdonunkban levő érzésről beszélünk. Szólhatna az előadás sokkal nyafogósabban, impotensebben is a magányos pillanatokról, de elég tökösen szól róluk.”